# دويسانس
دويسانس (بالفرنسية: Duisans)‏ هي بلدية تقع في إقليم باد كاليه من منطقة نور با دو كاليه في شمال فرنسا. تبلغ مساحة هذه المدينة 10.72 (كم²)، وترتفع عن سطح البحر 68 م، يبلغ عدد سكانها 1091 نسمة حسب إحصاء المعهد الوطني للإحصاء والدراسات الاقتصادية سنة 2009 م.